# Adoxophyes telestica
Adoxophyes telestica is een vlinder uit de familie bladrollers (Tortricidae). De wetenschappelijke naam is voor het eerst geldig gepubliceerd in 1930 door Meyrick.
De soort komt voor in tropisch Afrika.